# سالفاتوري سكيلاتشي
سلفاتوري سكيلاتشي الملقب بـ توتو (بالإيطالية: Salvatore Schillaci)‏ (1 ديسمبر 1964 – 18 سبتمبر 2024) لاعب كرة قدم إيطالي، فاز بلقب هدَّاف كأس العالم عام 1990، وبجائزة أفضل لاعب في البطولة. وحقَّق مع ناديه يوفنتوس كأس إيطاليا وكأس الاتحاد الأوربي عام 1990 أيضًا.

## سيرته

سكيلاتشي يحتفل بهدفه في مرمى الأرجنتين في نصف نهائي بطولة كأس العالم 1990، التي أحرز فيها لقب هدَّاف البطولة

ولد سلفاتوري (سالفاتوري) سكيلاتشي في باليرمو بإيطاليا، يوم الثلاثاء 27 رجب 1384هـ الموافق 1 ديسمبر 1964م، لعائلة فقيرة.
بدأ لعب كرة القدم لأحد فرق الهواة في مسقط رأسه، وفي عام 1982 وقَّع لنادي ميسينا في صقلية، ولعب فيه حتى عام 1989، وأظهر قدراته ومهاراته. فضمَّه نادي يوفنتوس في تورينو إلى صفوفه، ولعب أول مرَّة في دوري الدرجة الأولى الإيطالي في 27 أغسطس (آب) 1989، وفاز معه بكأس إيطاليا وكأس الاتحاد الأوربي عام 1990، واستمرَّ في اللعب له إلى عام 1992، ليلعب لنادي إنتر ميلان حتى عام 1994، ثم ختم مسيرته الكروية في اليابان في نادي جوبيلو إيواتا من 1994 إلى 1997.
لعب سكيلاتشي لمنتخب إيطاليا لكرة القدم، وبرز في بطولة كأس العالم لكرة القدم 1990 في إيطاليا، بفوزه بجائزة الحذاء الذهبي (هدَّاف البطولة) والكرة الذهبية (أفضل لاعب في البطولة)، بعد أن قاد هجوم المنتخب برصيد ستة أهداف. وأسهم في بلوغ إيطاليا نصف النهائي، قبل أن تخسر أمام الأرجنتين بركلات الترجيح 3-4 بعد تعادلهما 1-1 في الوقتين الأصلي والإضافي أمام جمهورها في نابولي. وتفوَّق في البطولة على الأرجنتيني دييغو مارادونا والألماني لوثار ماتيوس الذي تُوِّج باللقب مع المنتخب الألماني. وأنهى سكيلاتشي مسيرته الدَّولية عام 1991 بعد أن خاض بقميص المنتخب 16 مباراة دولية فقط.
بعد اعتزاله اللعب أنشأ سكيلاتشي مدرسةً لكرة القدم في باليرمو.

## وفاته ونعيه
توفي سكيلاتشي في مستشفى باليرمو سيفيكو، يوم الأربعاء 15 ربيع الأول 1446هـ الموافق 18 سبتمبر (أيلول) 2024م، عن تسع وخمسين سنة، بعد إصابته بسرطان القولون ومعاناته في السنوات الأخيرة. وقد نعاه الاتحاد الإيطالي لكرة القدم، وقرَّر الوقوف دقيقة صمت قبل جميع المباريات المقرَّرة في إيطاليا، من يوم وفاته الأربعاء إلى الأحد القادم.

## روابط خارجية
- سالفاتوري سكيلاتشي على موقع IMDb (الإنجليزية)
- سالفاتوري سكيلاتشي على موقع قاعدة بيانات الفيلم (الإنجليزية)
- سالفاتوري سكيلاتشي على موقع الاتحاد الدولي (مؤرشف)  (الإنجليزية)
- سالفاتوري سكيلاتشي على موقع الاتحاد الأوربي (الإنجليزية)
- سالفاتوري سكيلاتشي على موقع رابطة كرة القدم اليابانية للمحترفين (اليابانية)
- سالفاتوري سكيلاتشي على موقع قاعدة بيانات كرة القدم.إي يو (الإنجليزية)
- سالفاتوري سكيلاتشي على موقع ليكيب (الفرنسية)
- سالفاتوري سكيلاتشي على موقع ناشيونال فوتبول تيمز (الإنجليزية)
- سالفاتوري سكيلاتشي على موقع Soccerbase.com (لاعب) (الإنجليزية)
- سالفاتوري سكيلاتشي على موقع Soccerway.com (الإنجليزية)
- سالفاتوري سكيلاتشي على موقع عالم كرة القدم.نت (الإنجليزية)
- سالفاتوري سكيلاتشي على موقع GSA (الإنجليزية)

| سبقه غاري لينيكر | هداف كأس العالم 1990 | تبعه سالينكو ستويتشكوف |